# Церковь Святой Богоматери (Баку)
Церковь Святой Богоматери (арм. Սուրբ Աստվածածին եկեղեցի) — утраченная армянская церковь, возведённая в XVIII—XIX веках в квартале Ичери Шехер крепости Баку (ныне Азербайджан). Находилась недалеко от Девичьей башни, у поворота современной улицы Хагигат Рзаевой к проспекту Нефтяников. Была разрушена в 1990-е годы (сохранился лишь нижний ярус колокольни). Одним из ктиторов церкви был Никита Акопджанович Меликов

## История
Сведений о церкви Сурб Аствацацин практически не сохранилось. Согласно Бретаницкому, она была построена в XVIII—XIX веках в квартале Ичери Шехер, возле армянского караван-сарая, по левую сторону от Девичьей башни. Автор документального цикла об армянах в Баку Григорий Мосесов уточняет дату как 1797 или 1799 год. Кроме этого существует мнение, что другая церковь с таким же названием на территории бакинской крепости была снесена ещё в 1930-х годах , а та армянская церковь, что находилась у подножия Девичьей башни была более древней и возможно именно её упоминает Хамдаллах Казвини. В конце XIX века армянский священник М. Бархударянц, посетивший Баку с инспекцией, отмечал, что армяне Баку имеют две каменные церкви: большую — имени Св. Григория Просветителя и малую Сурб Аствацацин (Св. Богородица). Последняя характеризовалась им как очень старая, о чём свидетельствуют внутренние и внешние формы архитектурной постройки.
Поскольку в районе Ичери Шехер проживало не так много армян по сравнению с остальным Баку, церковь не имела большого прихода. По этой же причине о ней сохранилось мало сведений. Территория, на которой была построена церковь была культовым местом, поэтому представители каждой конфессии стремились иметь здесь свои святилища. Помимо этого среди жителей Баку существовало предание, согласно которому храм был воздвигнут на месте древнего языческого капища огнепоклонников.
В 1806 году на территорию церкви было перенесено ранее захороненное за крепостными воротами тело генерала Павла Цицианова. Там оно находилось до перезахоронения в Тифлисе в 1811 году.
По словам работавшего в 1992 году в Баку дипломата, в 1992 году, в разгар карабахского конфликта церковь была разрушена

## Фотогалерея

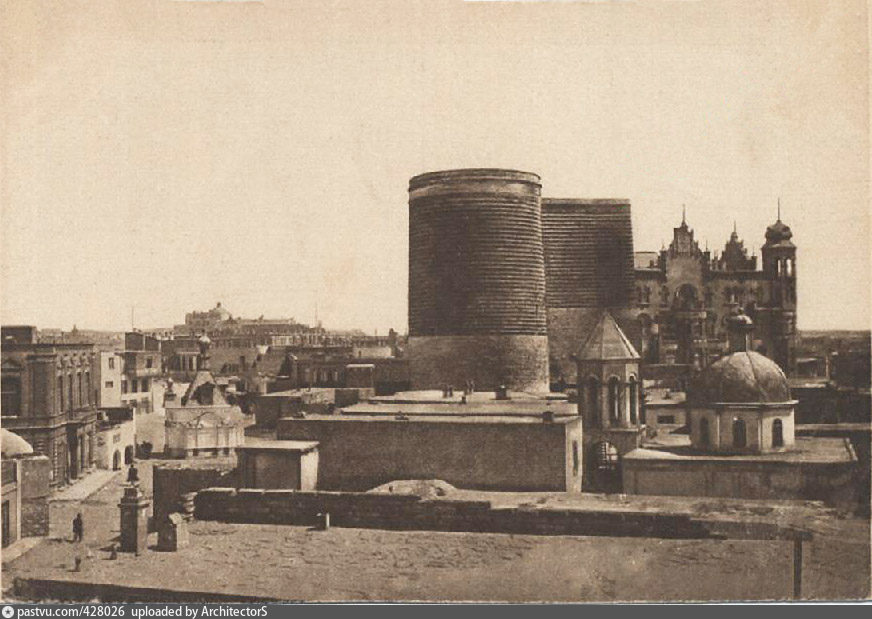
Храм в начале 1900-х
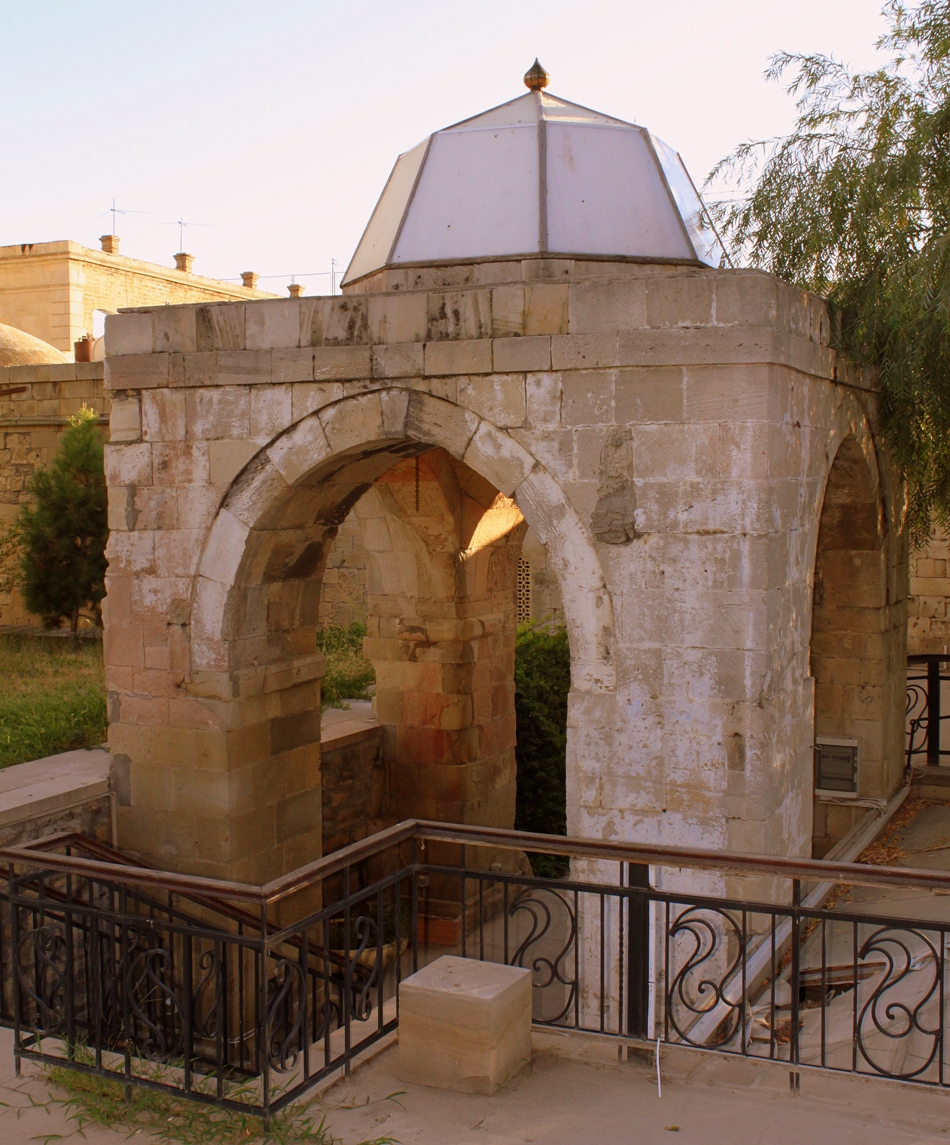
Сохранившаяся часть колокольни церкви в 2010 году

## Комментарии
1. ↑  По всей вероятности автор путает церковь Сурб Аствацацин с церковью Св. Фадея. Первая простояла до 1990 года, а вторая была снесена в 1930-х годах. На месте последней была построена Бакинская консерватория[3]